# Académie de la Grotte du cerf blanc
 (décembre 2024).
L'académie de la Grotte du cerf blanc (chinois : 白鹿洞書院 ; pinyin : Báilùdòng Shūyuàn), est une ancienne école chinoise située à Jiujiang, dans la province du Jiangxi qui fut l'une des quatre plus prestigieuses académies de Chine. Elle est aujourd'hui un important site historique.

## Histoire
L'académie est fondée pour être un lieu d'études de l'apprentissage du poète Li Bo (773-831) de la dynastie Tang (à ne pas confondre avec le plus célèbre poète Li Bai, parfois traduit en Li Po) quand il se retire dans cette région. Comme Li Bo a avec lui un cerf blanc, il est surnommé l'« enseignant au cerf blanc » et l'école est elle-même nommée la « Grotte du cerf blanc ». De 937 à 942, alors que la région est sous le contrôle des Tang du Sud, une école est officiellement établie sous le nom de Lushan Guoxue (廬山國學, « école nationale du mont Lu »).
Durant les premières années de la dynastie des Song du Nord, qui débute en 960, la Lushan Guoxue est transformée en académie et appelée l'« académie de la Grotte du cerf blanc ». L'institution reçoit les faveurs impériales de l'empereur Song Taizong, qui donne des livres et récompense la direction de l'académie du rang de fonctionnaire. Cependant, elle tombe par la suite en décrépitude.

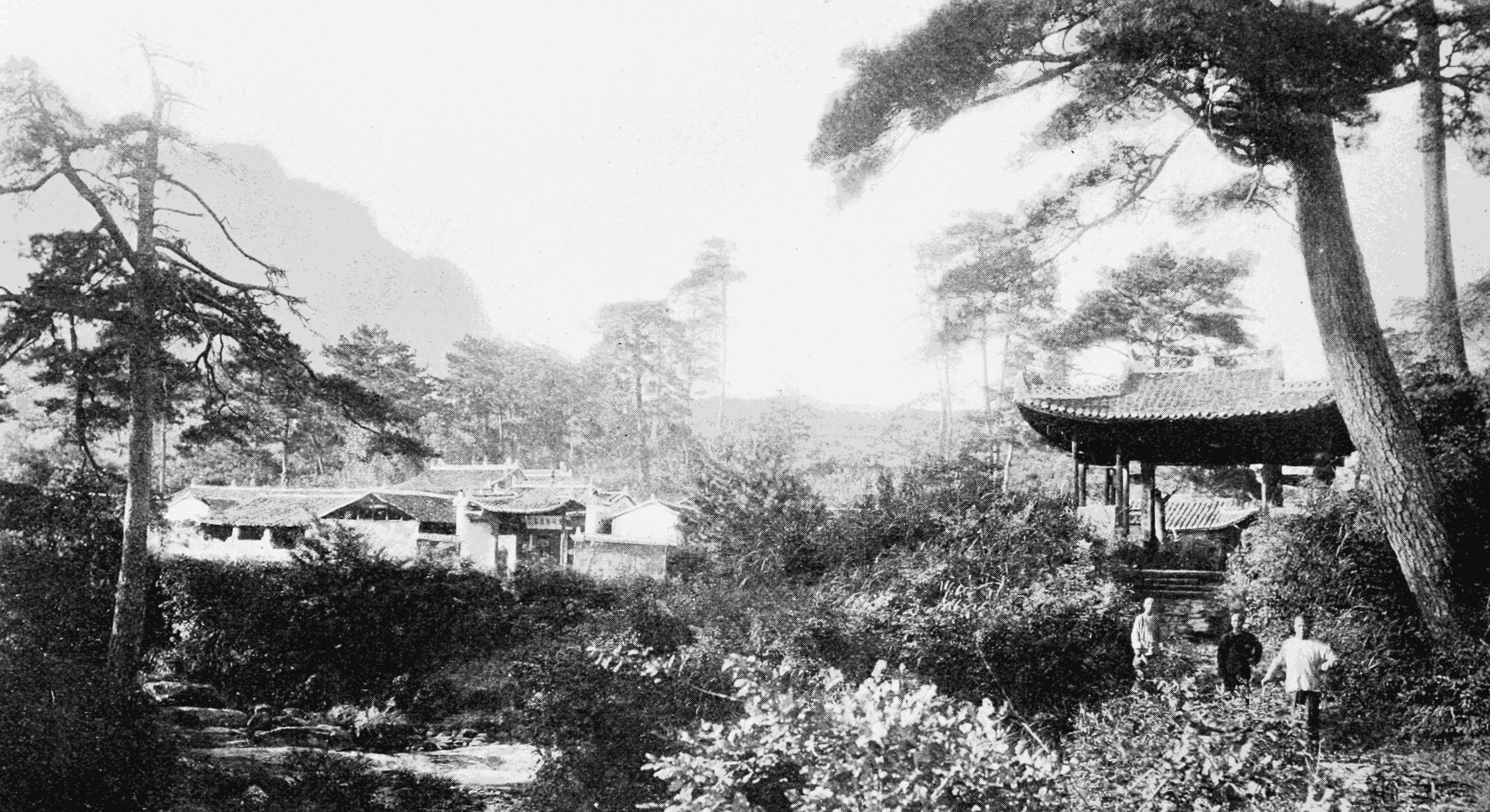
L'académie en 1905

En 1179-80, durant la dynastie des Song du Sud, l'académie est reconstruite et agrandie par Zhu Xi, qui deviendra plus tard l'un des plus importants néoconfucianistes. Zhu Xi, alors qu'il sert comme préfet de la préfecture de Nanking (actuelle ville de Nankang), reconstruit l'académie en se basant sur l'agencement du temple de Confucius de Qufu. La nouvelle académie ouvre ses portes aux étudiants et intellectuels en 1180. Elle instruit, collectionne et restaure les livres, fait des sacrifices religieux, développe des programmes d'études, et accueille des conférences de lettrés reconnus comme Lu Jiuyuan, Lü Zuqian, et plus tard Wang Yangming. L'académie continue de prospérer pendant huit siècles. Les règles de l'école mises en place par Zhu Xi ont de profondes et durables influences sur le développement postérieur du confucianisme.

## Galerie

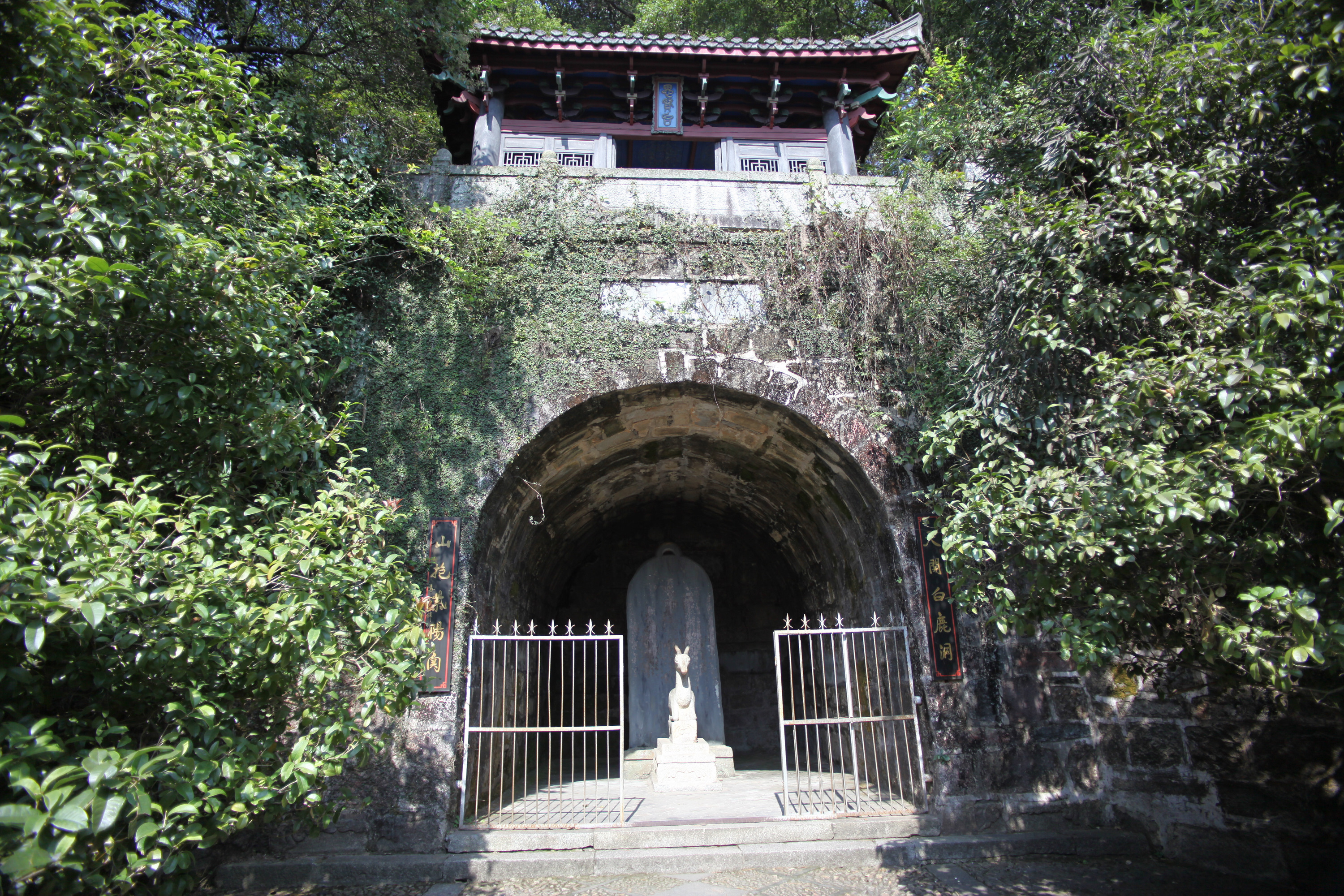
La Grotte du cerf blanc
Statue en bronze de Zhu Xi
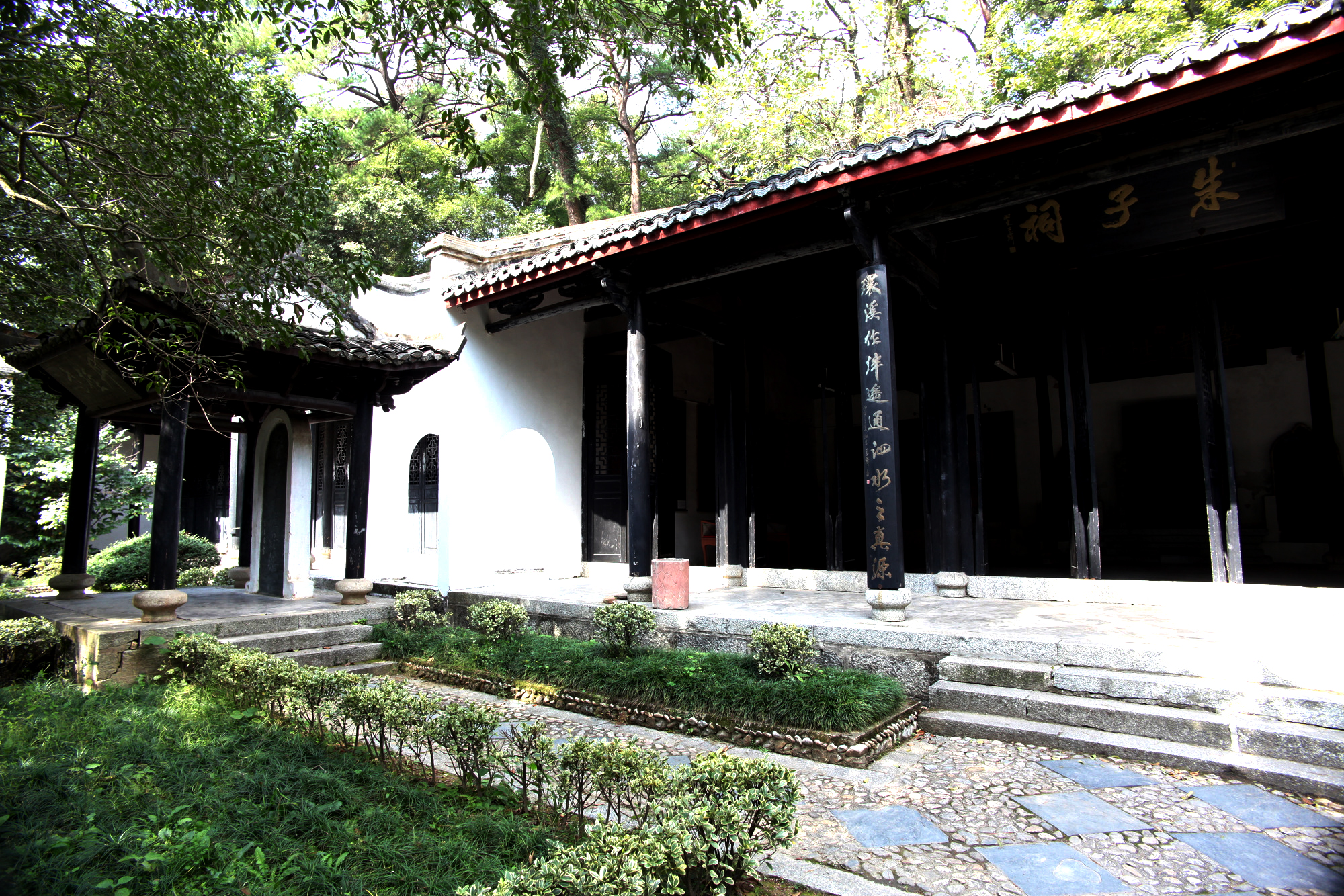
Temple de Zhu Xi
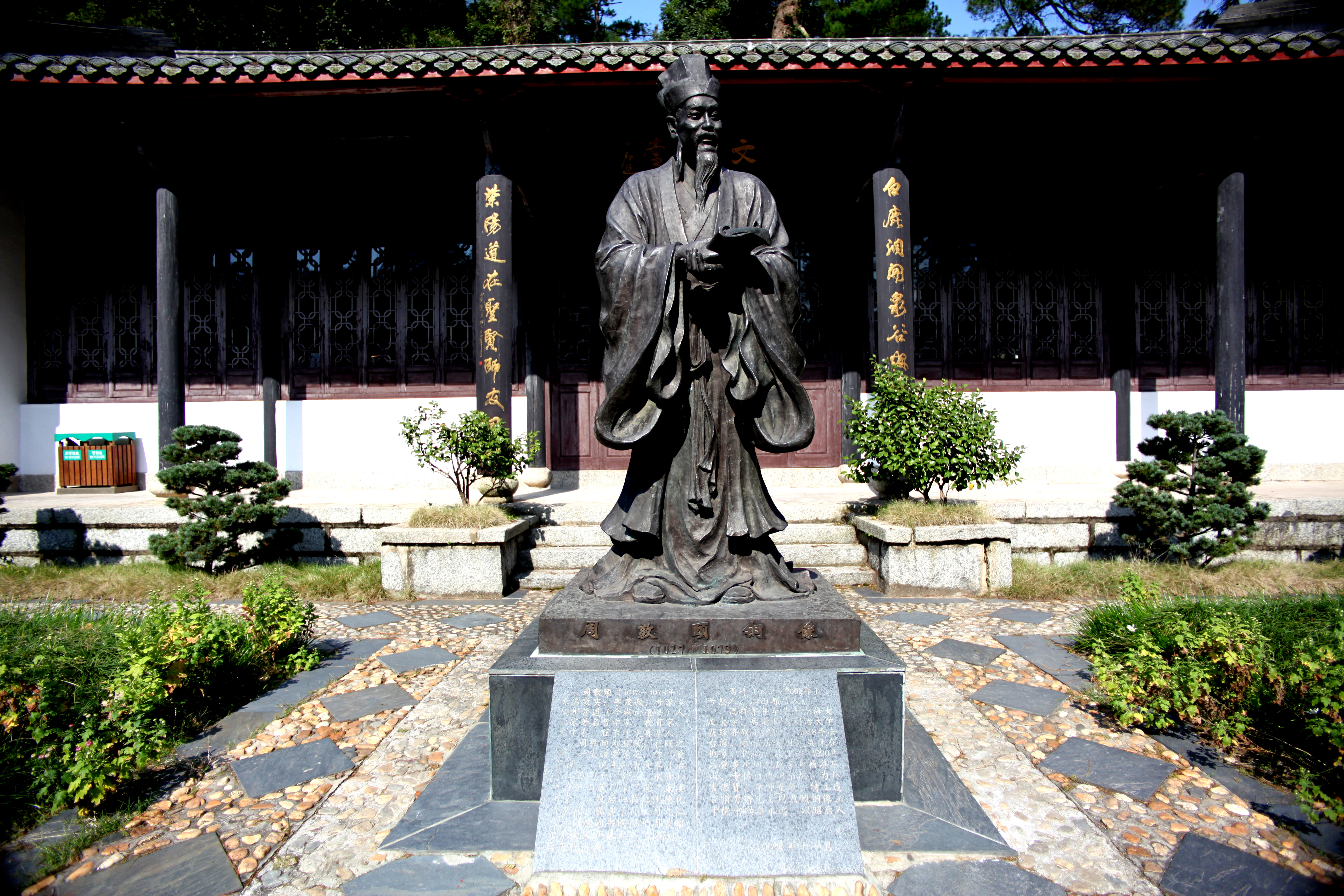
Statue en bronze de Zhou Dunyi
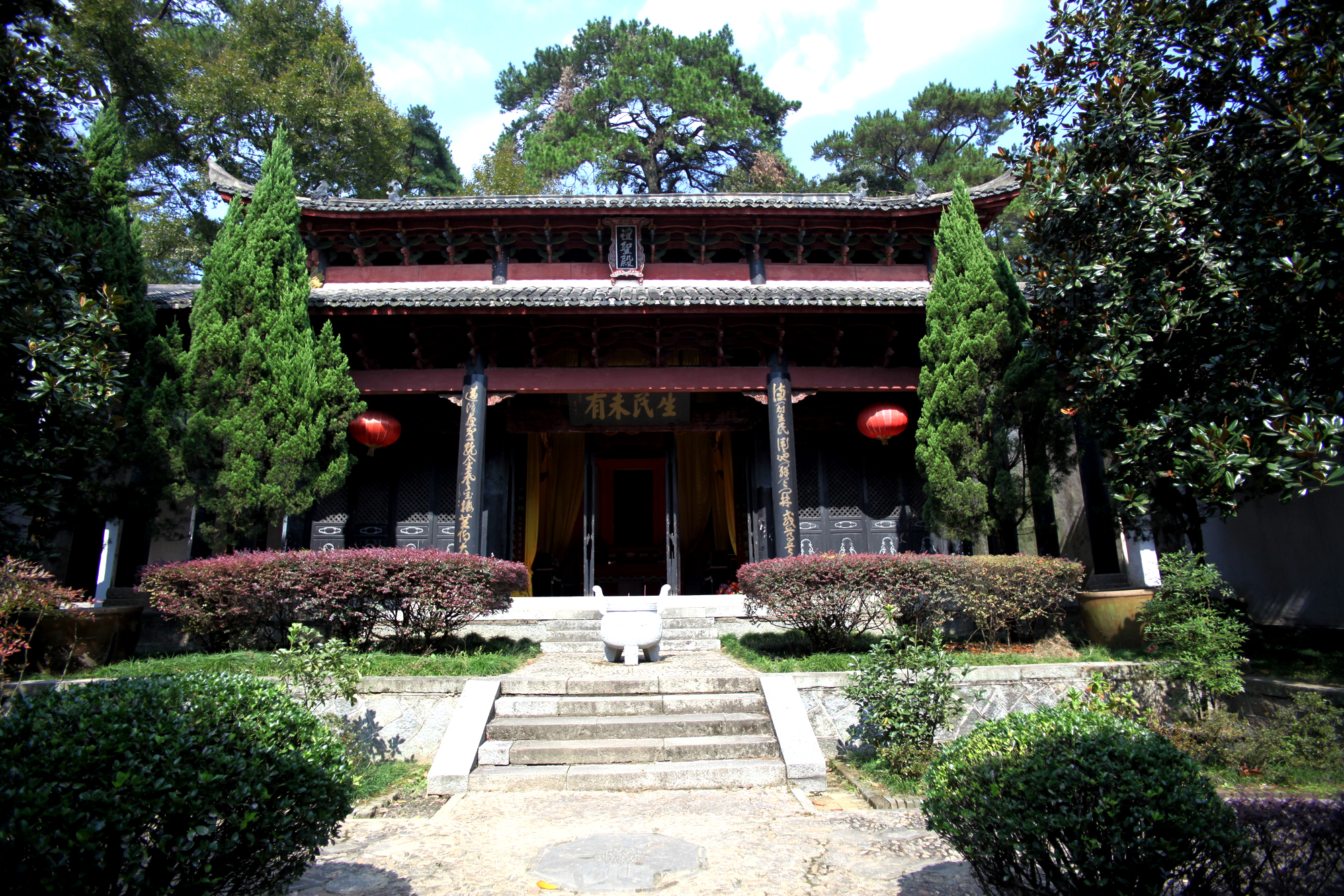
Un hall